# Fürst-Pückler-Region
Die Fürst-Pückler-Region  ist ein lokaler Zusammenschluss von Kommunen in Deutschland an der Grenze zu Polen und öffentlichen Institutionen in den Bundesländern Sachsen und Brandenburg. Die Region ist nach Fürst Hermann von Pückler-Muskau benannt.
Die kommunale Kooperation soll der gemeinsamen Öffentlichkeitsarbeit und Förderung des Kulturtourismus dienen, so wie die internationale Zusammenarbeit vor allem mit polnischen Partnerkommunen fördern. Ausgangspunkt der Fürst-Pückler-Region ist das UNESCO-Weltkulturerbe Fürst-Pückler-Park Bad Muskau.
Beteiligte Gemeinden sind:
- Stadt Bad Muskau
- Gemeinde Krauschwitz
- Amt Döbern-Land
- Gemeinde Schleife
- Gemeinde Gablenz
- Gemeinde Groß Düben
- Gemeinde Trebendorf

Die Fürst-Pückler-Region wird von der öffentlichen Stiftung Fürst-Pückler-Park Bad Muskau und folgenden gemeinnützigen Vereinen unterstützt:
- Freundeskreis Stadt- und Parkmuseum e.V.
- Sorbisches Kulturzentrum Schleife e.V.
- Handwerk und Gewerbemuseum Sagar e.V.
- Heimatverein, Azaleen- und Rhododendronpark Kromlau und Traditionspflege e.V.
- Verein zur Pflege Schlesischer Kunst und Kultur e.V. (VSK)
- Deutsche Gartenbau-Gesellschaft 1822 e.V.
- Förderverein Pro Gröditz e.V.

Organisatorisch wird die Fürst-Pückler-Region durch den Fürst-Pückler-Region e.V. vertreten.

## Arbeit und Erfolge
Im Jahre 2004 übernahm der Fürst-Pückler-Region e.V. die Idee der Gartenkulturpfade von der Deutschen Gartenbau-Gesellschaft 1822 e.V. (DGG) und verankerte die regionale Ausprägung im Gartennetz Deutschland e.V. Existierende Parks und Gärten der Region sollten grenzüberschreitend touristisch erschlossen, ihr Pflegezustand verbessert werden und dazu zusammenarbeiten. Neben dem Hinarbeiten auf Zusammenschluss zum Gartenkulturpfad beiderseits der Neiße wurden zur Sensibilisierung und Schulung der Eigentümer und örtlicher Akteure Parkseminare durchgeführt.
Im Mai 2010 gründeten in Neschwitz 16 Mitglieder den Trägerverein „Gartenkulturpfad beiderseits der Neiße“ mit Sitz in Bad Muskau, um die geplanten Projekte in der Region zu verankern, den Kontakt untereinander zu fördern und in Zukunft als grenzüberschreitender Verbund wirksam werden zu können. Im März 2012 wurden zwei große EU-Projekte bewilligt: 461 200 Euro für die Parks, Gärten und deren grenzüberschreitende touristische Vermarktung, weiterhin 574 000 Euro für den Ausbau des Wander- und Radwegenetzes sowie zehn zusätzliche Wasserein- und -ausstiegsstellen für Kanufahrer entlang der Lausitzer Neiße.